# Guillaume Du Bartas
Guillaume de Salluste Du Bartas, född 1544, död 1590, var en fransk militär och poet.
Du Bartas skickades av kungen Henrik III av Navarra som sändebud till England, Skottland och Danmark. Jeanne d'Albret fäste hans uppmärksamhet på Judits bok, något som honom att skriva Judith, en dikt i tre sånger, utgiven 1573. Några år senare följde det arbete som av samtiden skattades högst, La première semaine (1579), en framställning av skapelsehistorien, på alexandriner. Med hänsyn till framställningssättet och formen är Du Bartas påverkad av Plejaden, men han är helt självständig med avseende på ämnesval och den för hans diktning utmärkande religiösa tendensen. Han har påverkat Torquato Tasso och Anders Christensen Arrebo och genom denne indirekt även Haquin Spegel i hans Guds werk och hwila.